# San Salvador el Seco
San Salvador el Seco è una municipalità dello stato di Puebla, nel Messico centrale, il cui capoluogo è la località omonima.
Conta 27.622 abitanti (2010) e ha una estensione di 220,29 km². 	 	
Originariamente era chiamato  Cuauyehualulco, cioè luogo circondato da boschetti in lingua nahuatl, per poi essere rinominato con il nome attuale in onore del Salvatore .